# ГЕС Chaudière Falls
ГЕС Chaudière Falls — комплекс із п'яти гідроелектростанцій на кордоні канадських провінцій Онтаріо та Квебек. Знаходячись між ГЕС Chenaux (вище за течією) та ГЕС Карильйон, входить до складу каскаду на Оттаві, яка впадає ліворуч до річки Святого Лаврентія (дренує Великі озера).

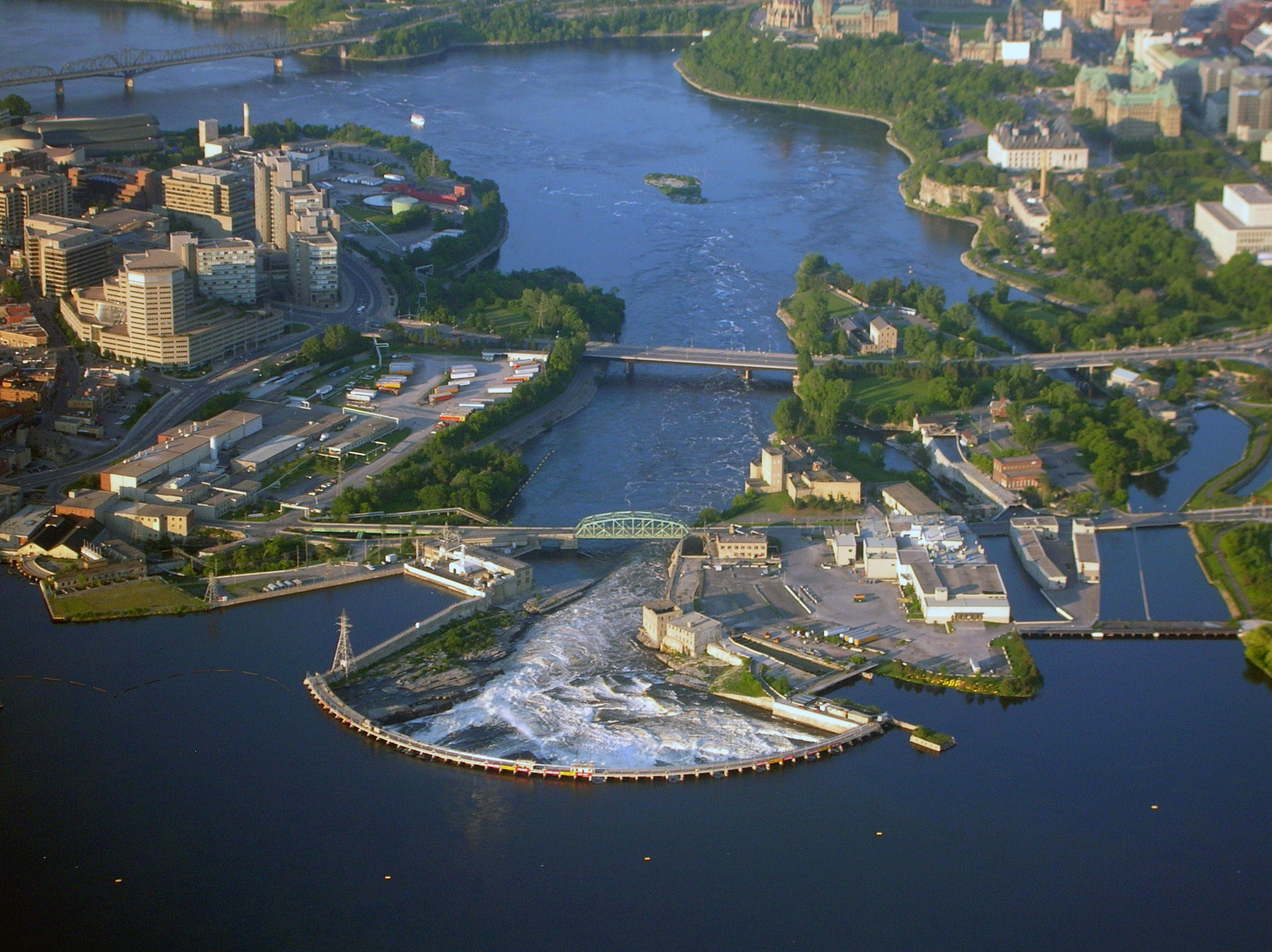
Вид на район водоспаду та гідроелектростанцій. Праворуч протоки, що ведуть до станцій № 2 і № 4. По центру гребля над водоспадом, зправа та зліва від якої видно канали, що ведуть до машинних залів Оттава 1-2 і Hull 2. Біля лівого краю видно машинний зал Гатіно 1.

У районі Оттави однойменна річка ділиться на кілька проток, котрі утворюють острови (від лівого берега до правого) Île de Hull, Chaudière та Вікторія, при цьому між першими двома з них знаходиться водоспад Chaudière Falls. Наразі всі протоки вміщують машинні зали гідроелектростанцій, котрі були споруджені різними компаніями у різний час, проте станом на середину 2010-х зібрані в руках одного власника — Hydro Ottawa.
У самій південній протоці (між островом Вікторія та правим берегом) знаходиться найстаріший гідроенергетичний об'єкт комплексу — Станція № 2, введена в експлуатацію ще в 1891 році. Встановлені тут гідроагрегати мали потужність у 5 МВт та були здатні виробляти 37 млн кВт·год електроенергії на рік. Вони відпрацювали понад століття та у 2001 пройшли модернізацію, котра включала заміну турбін та відновлення генераторів, в результаті чого потужність зросла до 8 МВт.
У протоці між островами Вікторія та Chaudière працює Станція № 4, котра стала до ладу в 1900 році з двома гідроагрегатами загальною потужністю 7 МВт, які виробляли 50 млн кВт·год електроенергії на рік. У 2005-му провели її відновлення зі збільшенням потужності до 8 МВт та виробітки до 60 млн кВт·год.
Найпівнічнішу протоку, між лівим берегом та островом Île de Hull, з 1912 року займає машинний зал станції Гатіно 1, який має потужність 12 МВт та виробітку 81 млн кВт·год на рік. Станом на середину 2010-х років планувалась модернізація із заміною турбін, яка б збільшила зазначені показники до 14 МВт та 92 млн кВт·год.
Найбільший прохід між Île de Hull та Chaudière з 1909 року перекриває бетонна гравітаційна гребля складної форми, зведена по краю водоспаду Chaudière Falls. Ця споруда має висоту 21 метр, довжину 1130 метрів та утримує водосховище з площею поверхні 1,05 км2 і об'ємом 5,3 млн м3.
Праворуч від неї, з боку острова Chaudière, починаючи з 1918-го працювали машинні зали Оттава 1 та 2, котрі мали потужність 3 МВт та 6 МВт і забезпечували виробітку 64 млн кВт·год електроенергії на рік. У 2015—2017 роках тут звели найновіший об'єкт комплексу — ГЕС Chaudière Falls — з чотирма турбінами загальною потужністю 29 МВт, що дозволило демобілізувати старе обладнання.
Нарешті, ліворуч від греблі, з боку острова Île de Hull, знаходиться електростанція Hull 2. Перший гідрогенеруючий об'єкт — Hull 1 — з'явився тут в 1902-му, а за десять років почали будівництво ще одного машинного залу. Оскільки він повинен був використовувати дві турбіни виробництва німецької компанії Voith, з початком Першої світової війни виникли ускладнення — німецьких техніків арештували, а гідроагрегати стали до ладу тільки в 1920-му. У 1923-му їх доповнили третім, а після закриття в 1964-му пошкодженої повінню станції Hull 1 вирішили додати четвертий. У підсумку ця турбіна типу Каплан запрацювала в 1969-му, що довело потужність об'єкта до 27 МВт. ГЕС Hull 2 використовує напір у 9,8 метра.